# Melody (chaîne de télévision)
Pour les articles homonymes, voir Melody.
Melody est une chaîne de télévision privée musicale française consacrée à la variété française et internationale des années 1960 à 1990. Elle diffuse ses programmes à la demande sur tout type de supports.
Elle appartient à la société Harmony filiale de Secom.

## Historique de la chaîne
La chaine est un projet pour l'an 2000 qui est créée en décembre 2001 par Bruno Lecluse et Jean-Louis Pick, qui font le pari de la nostalgie pour lancer cette chaîne de patrimoine, en diffusant les plus grandes émissions de variété françaises issues des catalogues de l'INA et des clips issus de labels et maisons de disques,,.
Attachés à leurs origines nordistes, les fondateurs installent le siège social et les studios d'enregistrement à Villeneuve-d'Ascq, dans la métropole lilloise. En juin 2008, Télé Melody rejoint le Pôle Image Culture Media situé à Tourcoing.
Melody développe une seconde chaîne en haute définition dédiée au bien-être, My Zen TV. Le projet IFTV qu'elle portait en vue de l'attribution d'une fréquence TNT locale en Ile-de-France n'a pas été retenu par le CSA. En revanche, en 2008, le dossier Grand Lille TV qu'elle défend, en vue de l'attribution d'une fréquence en TNT locale sur la zone de Lille, est retenu par le CSA. Grand Lille TV est portée par plusieurs actionnaires, la SA SECOM, éditrice de Télé Melody, la SASP LOSC, la SARL SPID éditant le journal économique La Gazette Nord Pas-de-Calais.
À l’occasion des 40 ans du disco, Canalsat lance avec Melody en décembre 2013 l'éphémère La Chaîne Disco, avec notamment Claudia Tagbo).
Début décembre 2016, le CSA retient la candidature de la chaîne star des variétés françaises et internationales des années 1960 à 90 dans le cadre de l’appel en radio numérique terrestre sur les zones de Lille, Lyon et Strasbourg. Le 21 juin 2017, le public découvre Melody Vintage Radio, la première radio vintage sur la RNT dont le format patrimonial principalement musical s’adresse à un public adulte et senior.
En septembre 2017, la "petite sœur" de Melody voit le jour, la chaîne Melody d'Afrique est lancée. Basée sur le même format, cette dernière est dédiée au patrimoine de la musique africaine.
Le 19 juin 2018, les Lillois peuvent recevoir Melody Vintage Radio grâce au DAB+, la nouvelle offre radio numérique française. Par la suite, Melody Vintage Radio sera déclinée progressivement sur toutes les grandes villes déjà autorisées par le CSA : Lyon, Mâcon, Strasbourg, Nancy, Rouen, Le Havre, Saint Nazaire, La Roche sur Yon[réf. nécessaire].
Le logo de Melody d'Afrique est le même que celui de sa grande sœur, avec la mention « d'Afrique » de rajoutée.

### Identité visuelle (logo)

Logo du projet Télé Mélody de 2000 à 2001.
Logo de Télé Mélody de 2001 à 2005.
Logo de Télé Melody de 2005 à 2011.
Logo de Melody de 2011 à 2013.
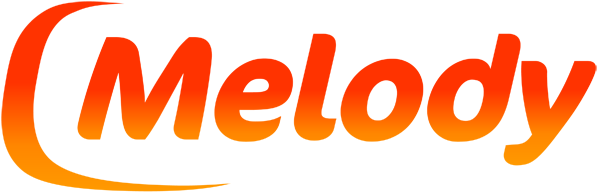
Logo de Melody depuis 2013.

## Capital
Cette chaîne dispose d'un capital de plus de 3 millions d'euros et est soutenue financièrement par de nombreux entrepreneurs du Nord de la France. Plusieurs groupes déjà actifs dans l'audiovisuel ou le secteur de l'édition, sont également présents dans son capital. Le Figaro, en juillet 2006, a révélé le nom des actionnaires de la chaîne : Média Participations, Drucker Channel.

## Programmes
Sous l'impulsion de Christian Savigny (le directeur des programmes des débuts de la chaîne à 2013), Melody propose chaque jour des clips, des scopitones, des extraits de concerts ou de grandes émissions de variétés des années 1960 à 1990, jamais revues depuis leur diffusion initiale à la télévision, et diffusées dans leur intégralité : Le palmarès des chansons, Champs-Élysées, Numéro 1, Domino, Dim, Dam, Dom, Les Rendez-vous du Dimanche, Top à, Âge tendre et tête de bois, Cadet Rousselle, Stars, Ring Parade, Musique and Music, 40° à l'ombre, Taratata, L'académie des neuf, La classe, Les petits papiers de Noël... Depuis 2013, c'est Jean-Pierre Pasqualini qui dirige les programmes. En décembre 2016, Melody est la seule chaîne ayant acquis les droits de rediffusion des émissions privatisées de TF1, notamment Sacrée Soirée et Carnaval.
Melody a fait le choix éditorial de mettre en avant le patrimoine de la variété française, des premiers tubes de Johnny Hallyday aux derniers de Patrick Bruel, en passant par les grands moments de Jacques Brel, Sylvie Vartan, Georges Brassens, Claude François, Mike Brant, Michel Sardou, Sheila ou Dalida ; mais elle rediffuse aussi les grands tubes internationaux signés Boney M, Abba, Elton John, The Moody Blues, Simon & Garfunkel, Tom Jones ou James Brown.

## Émissions
- Les émissions de variétés : Melody rediffuse les plus grandes émissions de variétés des années 1960 à 90. Présentées par Jean-Pierre Pasqualini, rédacteur en chef de Platine Magazine, le magazine de la variété française.
- Melody Story : tous les jours, Frédéric Zeitoun raconte la jeunesse d'une chanson culte.
- Melody Karaoké : chaque vendredi et chaque samedi soir, une session de karaoké.
- Melody Collector : une séquence programmée qui ambitionne de donner le meilleur des années 1960, 1970, 1980 et 1990.
- Melody Club 80 : le meilleur des clips diffusés en discothèques, qui faisaient danser les nightclubbers dans les années 1980. En partenariat avec Lionel ORRIT de Revival-Music France.
- Micro Miroir : Christophe Daniel, armé d'une photo d’un artiste de la chanson, demande aux passants qui est sur le cliché, puis montre les réponses à l'artiste en question.

### Émissions disparues
- Melody de Star : dans cette émission présentée par Tonton Sigismond, Frédéric Zeitoun, Christophe Sandevoir ou Philippe Dantin, les stars se confiaient dans une interview intimiste.
- Melodyrama : dans cette émission présentée par Patrice Amate, Chanteur de l'émission "Fa Si La Chanter" sur France 3, tous les soirs à 19H55 du lundi au vendredi et multi rediffusée, étaient évoquées les 40 dernières années de chansons et de musique.
- L'Agenda : chaque semaine, plusieurs rendez-vous étaient proposés. Animée par Minna, Melody présentait l'actualité musicale de la semaine.
- Videomix : chaque week-end, l'anthologie des plus grands clips disco étaient mixés dans le tempo par VJ Charly.
- Générations Melody : série d'interviews croisées entre deux artistes de générations et de styles différents. En collaboration avec la Sacem et le magazine "Platine".
- Melody 90 : dans cette émission, Thierry Cadet faisait revivre la folie de ces années rock ou dance, la Bruelmania ou le phénomène boysband…
- Melody 80 : Christophe Renaud et Caroline Loeb (mais aussi Casimir et Angie Doll sur les saisons précédentes) proposaient de découvrir des clips oubliés des années 1980.
- Melody 70 : Christophe Daniel se proposait de présenter le meilleur des clips de la décennie.
- Melody est à vous : Julie Bataille proposait aux téléspectateurs de décider quelle émission de variétés serait diffusée sur la chaîne chaque samedi à 15h.
- Melody mag : l'actualité musicale (concert, CD, DVD...) présentée par Marion Broodthuis.
- Melody de ma vie : émission présentée par Frédéric Zeitoun, un chanteur ou une chanteuse se racontait et racontait les artistes qui lui ont donné envie de faire sa carrière.
- Melody d'hier et d'aujourd'hui : chaque dimanche soir en seconde partie de soirée, Melody diffusait les clips actuels d'artistes du patrimoine (de Julien Clerc à Annie Cordy, en passant par Charles Aznavour ou Jacqueline Taïeb).
- Les parents du petit écran : Dave présentait les légendes du petit écran qui ont produit et présenté les plus grandes émissions de variétés de la télévision française.
- Stars de pub : Guillaume Pereira présentait les publicités télé des chanteurs depuis plus de 50 ans.
- La Nouvelle Séquence du Spectateur : Henry-Jean Servat présentait les films musicaux, biopics ou longs-métrages avec des stars de la chanson dont les rééditions sont disponibles en DVD.
- Le Hit Vintage : le classement des différents hit-parades des radios, des années 1960 à 1984 (création du Top 50), présenté par Christophe Daniel.
- Le Top Vintage : le classement des différents tops (dont le Top 50), de 1984 à l'an 2000, présenté par Thierry Cadet.
- Melody 2 Tubes : Thierry Cadet revenait sur les reprises les plus populaires ou décalées du patrimoine. Retrouvait la version originale d'un tube des années 1960, 70, 80 ou 90, et sa reprise notamment dans les années 2000 ou 2010.

En décembre 2013, à l’occasion des 40 ans du disco, CanalSat a lancé avec Melody : La Chaîne Disco. Une chaîne inédite et éphémère, pour les fêtes, qui offrait aux téléspectateurs un véritable flash-back dans les années 1970/80. Des clips, des films culte tels que La fièvre du samedi soir ou Staying Alive, et un rendez-vous spécial du lundi au vendredi, en access prime time : le magazine Disco party. Animée par la comédienne Claudia Tagbo, accompagnée par Thierry Cadet et Pat Angeli, cette émission de 30 minutes, présentée en public et en plateau, plongeait les téléspectateurs dans un décor digne du célèbre Studio 54. L'émission était rythmée par des jeux en plateau auxquels les invités de l’émission (dont Louisy Joseph, Noom Diawara, Pauline Delpech, Fauve Hautot, Jérémy Ferrari, Vérino...), étaient invités à participer.

## Diffusion
Melody est diffusée en France, Suisse, Belgique, Luxembourg, Monaco et dans les pays d'Afrique francophone.
Melody d'Afrique est diffusée sur le canal 272 des box SFR, sur le canal 153 de la TV d'Orange, sur le canal 299 de Freebox TV, et sur le canal 187 de Bbox TV.